# Fisker Karma
Fisker Karma – hybrydowy samochód osobowy klasy wyższej produkowany przez amerykańskie przedsiębiorstwo Fisker Automotive w latach 2011–2012 oraz przez amerykańskie przedsiębiorstwo Karma Automotive jako Karma Revero w latach 2016–2021, Karma GS-6 w latach 2021–2022 i Karma Gyesera od 2024 roku.

## Historia i opis modelu

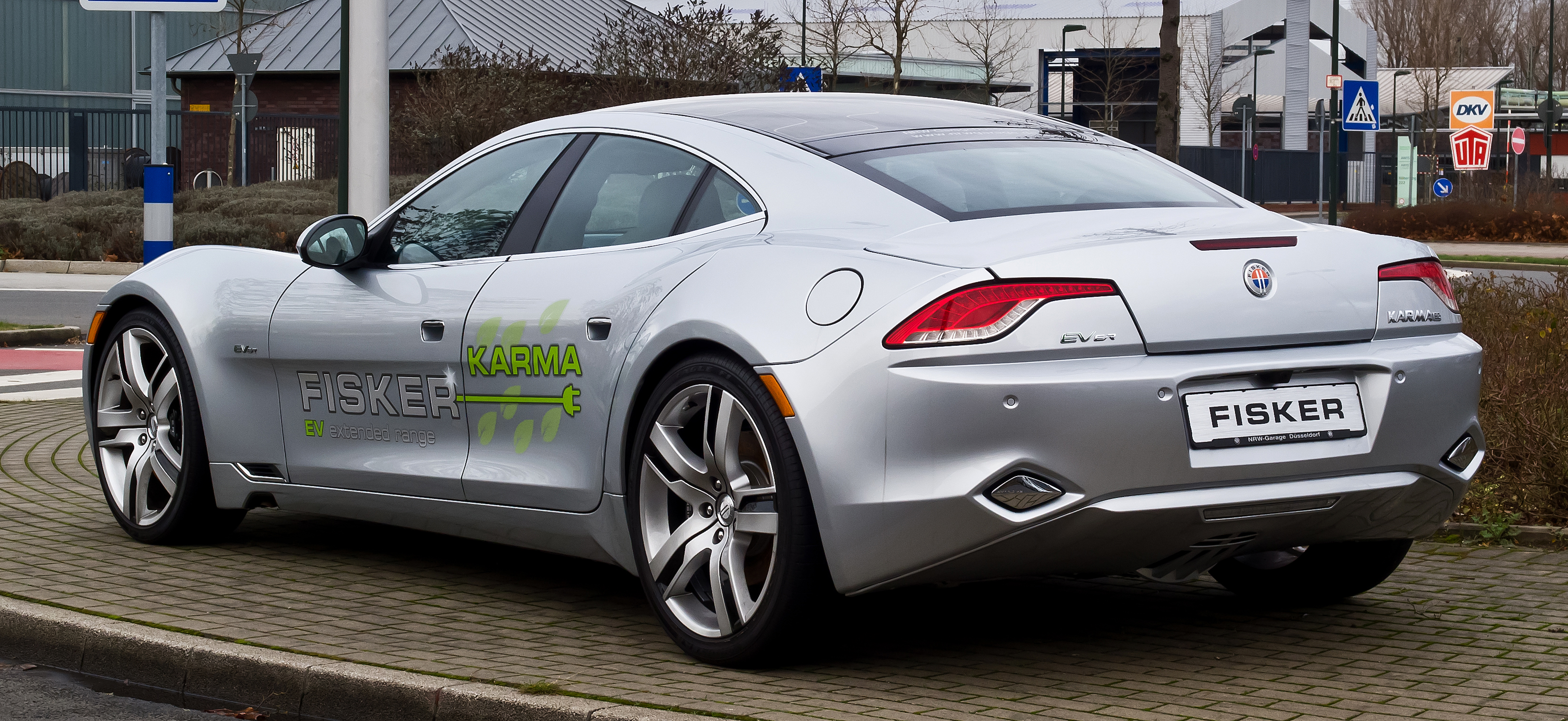
Fisker Karma - tył

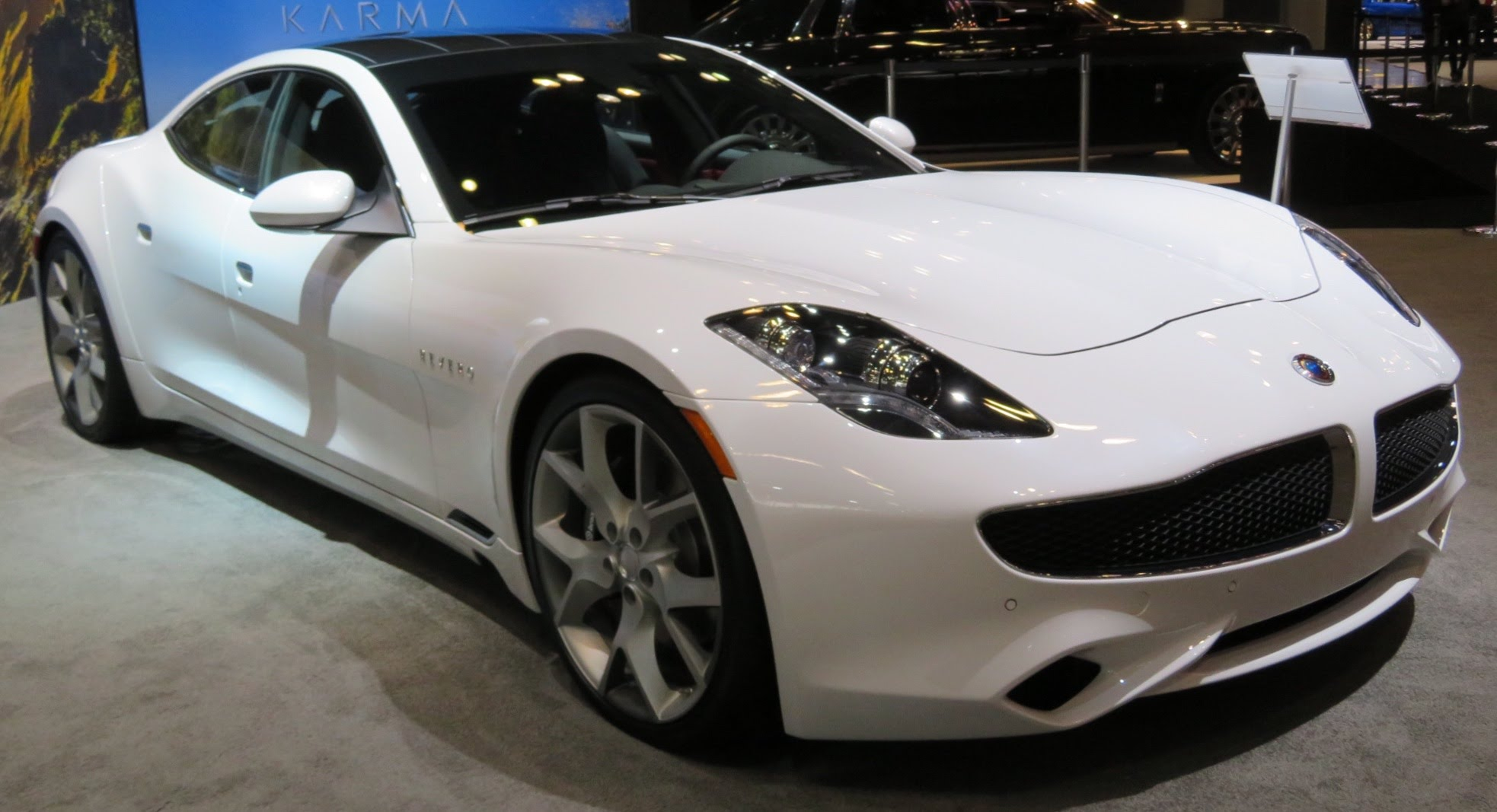
Karma Revero

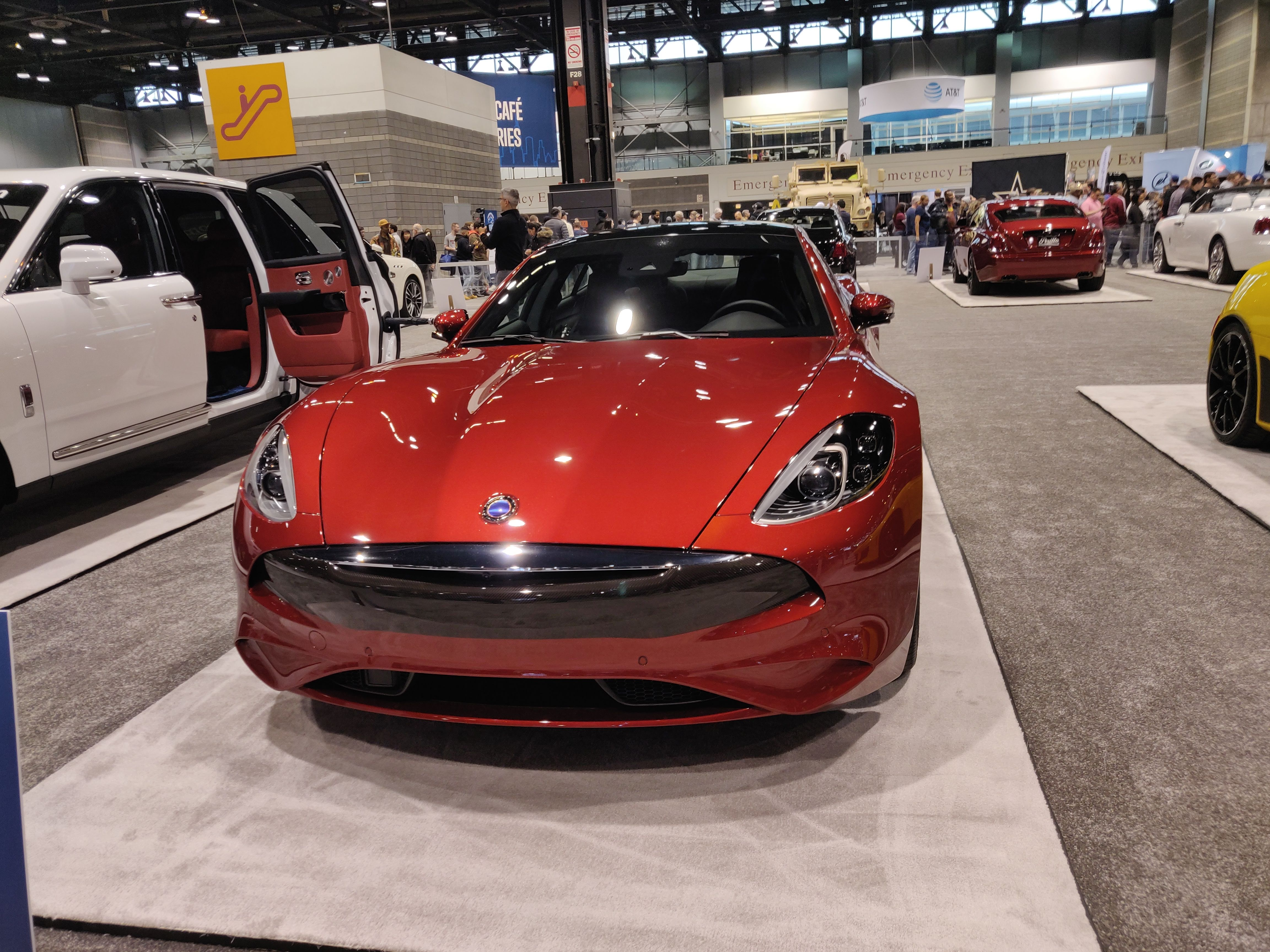
Karma Revero GS

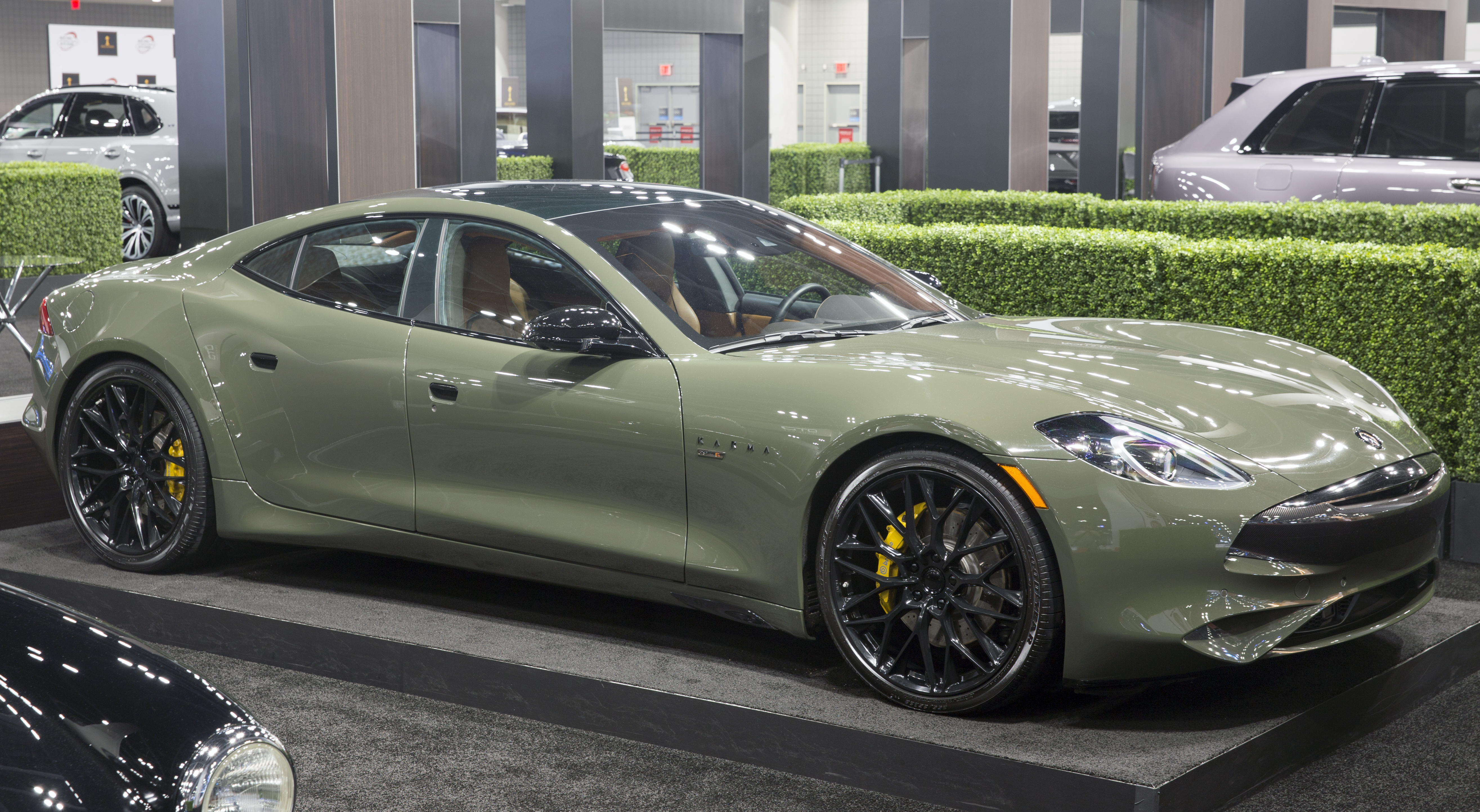
Karma GS-6

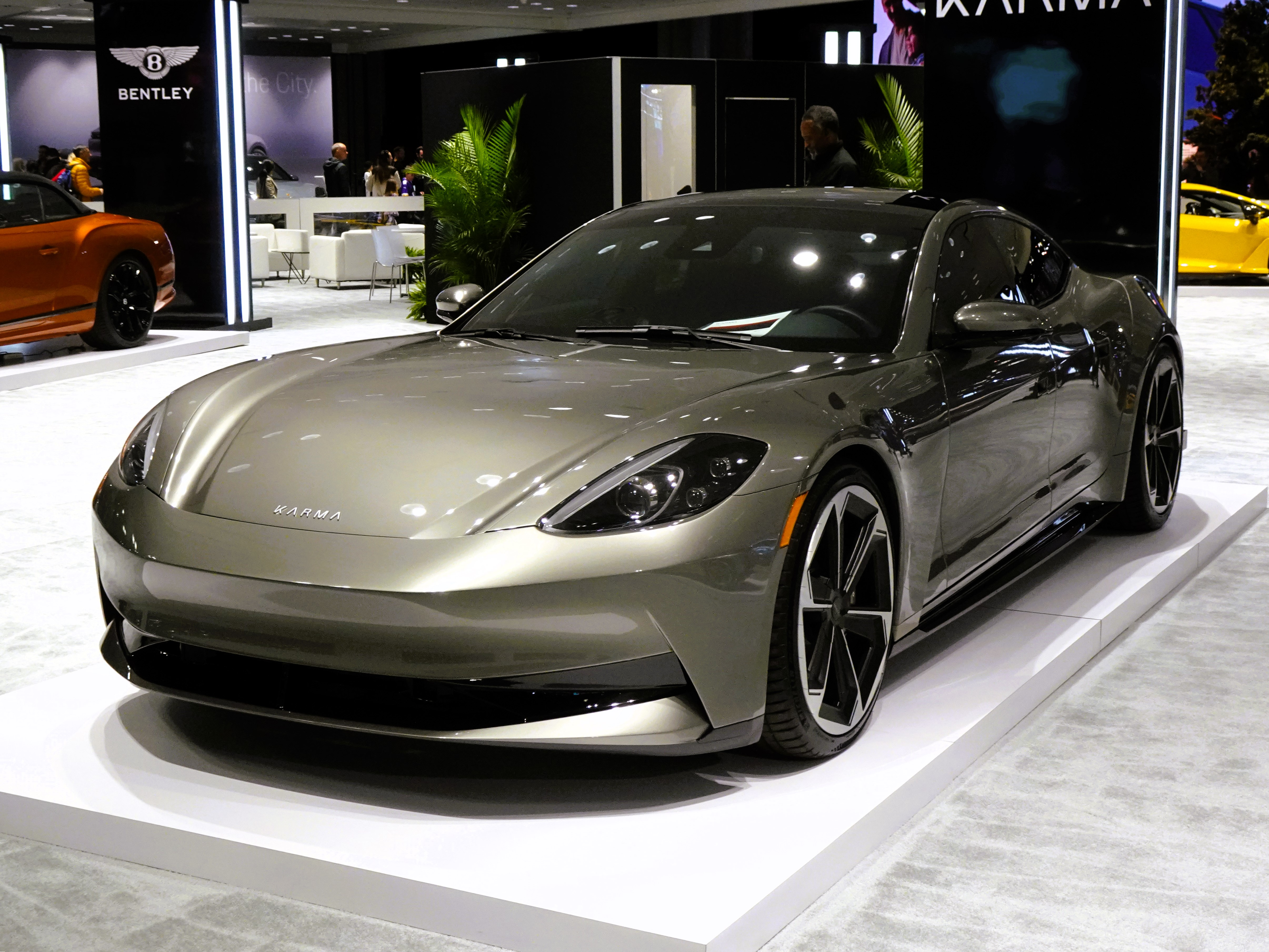
Karma Gyesera

Fisker Karma został zaprezentowany po raz pierwszy w styczniu 2008 roku na Detroit Auto Show, jako pierwsza samodzielna konstrukcja opracowana pod marką Fisker. Pojazd przyjął formę wyższej klasy 4-drzwiowego sedana, zyskując awangardową i futurystyczną stylistykę autorstwa ówczesnego prezesa i współzałożyciela Fisker Automotive – Henrika Fiskera. Charakterystycznymi elementami stały się muskularne nadkola poszerzające nadwozie, podłużna maska, dwuczęściowa, podłużna atrapa chłodnicy i umieszczone na górnych krawędziach błotników reflektory.
Fisker Karma to pojazd o napędzie hybrydowym – samochód wyposażono w dwa silniki elektryczne, silnik spalinowy napędzający prądnicę ładującą akumulatory i zintegrowane z konstrukcją dachu – baterie słoneczne.
Produkcja Karmy rozpoczęła się w marcu 2011 roku przez Valmet Automotive w Finlandii, który wcześniej produkował auta na zlecenie m.in. dla Porsche i Saaba.
Po półtora roku trwania produkcji Fiskera Karmy w fińskim Uusikaupunki, została ona wstrzymana w listopadzie 2012 roku z powodu bankructwa firmy A123 Systems, która zajmowała się dostawą baterii do układów hybrydowych. Produkcji nie udało się już wznowić - w kolejnych miesiącach Fisker Automotive pogrążyło się w kryzysie finansowym, który zakończył się odejściem Henrika Fiskera wiosną 2013 roku i ostatecznie ogłoszeniem bankructwa przedsiębiorstwa w listopadzie 2013 roku.

### Karma Automotive

#### Revero/Revero GT
W lutym 2014 roku chiński gigant rynku części samochodowych, Wanxiang Group, kupił upadłe Fisker Automotive, a także prawa do wyglądu i układu napędowego Fiskera Karmy. W związku z zachowaniem przez Henrika Fiskera praw do stosowania nazwy Fisker, dotychczasowa firma zmieniła nazwę na Karma Automotive. W sierpniu 2016 roku odbyła się premiera Fiskera Karmy pod nową nazwą Karma Revero. Za to w październiku 2016 roku, po przetransportowaniu dawnej fińskiej linii produkcyjnej do Moreno Valley w amerykańskiej Kalifornii, ruszyła ona ponownie.
W maju 2019 roku Karma Revero przeszła pierwszą głęboką modernizację od czasu wznowienia produkcji pod nową marką, dokonując korekty nazwy na Karma Revero GT. Zdecydowano się głęboko zmodyfikować zarówno oryginalny projekt Henrika Fiskera z 2008 roku, jak i dotychczasowy układ napędowy. Pod kątem wizualnym samochód zyskał zupełnie nowy pas przedni, z dużym jednoczęściowym wlotem powietrza dominującym pas przedni. Reflektory umieszczono niżej, zachowując ich dotychczasową formę, za to z tyłu zmodyfikowano kształt lamp i wygląd zderzaka. Modernizacja objęła także kokpit, gdzie pojawiło się nowe koło kierownicy oraz zmodernizowana konsola centralna z dużym ekranem dotykowym. Karma Revero GT zyskała też zupełnie nowy układ napędowy, gdzie dotychczasowy silnik benzynowy konstrukcji General Motors zastąpiła nowa, trzycylindrowa jednostka napędowa BMW o pojemności 1,5-litra. Spalinowy silnik pełnił funkcję jedynie tzw. range extendera pomocniczego wobec dwóch silników elektrycznych o mocy 535 KM.

#### GS-6/GSe-6
W  2020 zadebiutowała nowa seria o nazwie Karma GS-6, wprowadzająca kolejne modyfikacje w dotychczasowym, stale modernizosanym projekcie Fiskera. Samochód zyskał przeprojektowany pas przdni, a także 536-konny hybrydowy układ napędowy oferujący do 530 kilometrów w mieszanym trybie jazdy. Równolegle przedstawiono także elektryczną odmianę Karma GSe-6, która miała otrzymać dwa zestawy baterii o pojemności 85 kWh i 105 kWh, mając oferować do kolejno 370 i 480 kilometrów. Oba modele nie trafiły do produkcji.

#### Gyesera
Po niepowodzeniu projektów z serii "GS", w marcu 2024 zaprezentowała głęboko zmodernizowana, najnowsza i zarazem kolejna już wariacja na temat projektu Fiskera Karmy z 2011 roku. Karma Gyesera przeszła najobszerniejsze dotąd zmiany w stylizacji, zyskując przeprojektowany pas przedni ze szpiczastym zderzakiem pozbawionym wlotu powietrza, przemodelowane błotniki i zmodyfikowaną tylną część nadwozia. Kokpit zarazem zachował pierwotny kształt, z innym systemem multimedialnym w centralnej części. Samochód otrzymał zarazem w pełni elektryczny układ napędowy o mocy 600 KM, sprint od 0 do 100 km/h w 4,2 sekundy i do 400 kilometrów zasięgu na jednym ładowaniu.

### Dane techniczne (Fisker Karma)
- 2 x silnik elektryczny o mocy 120 kW, napęd na oś tylną
- łączna maksymalna moc: 408 KM (2 x 204 KM na tylne koła)
- Maksymalny moment obrotowy: 1330,5 Nm
- 1 x silnik spalinowy, napędzający wyłącznie prądnicę,
- Moc maksymalna:  264 KM, GM Ecotec 2,0 turbo

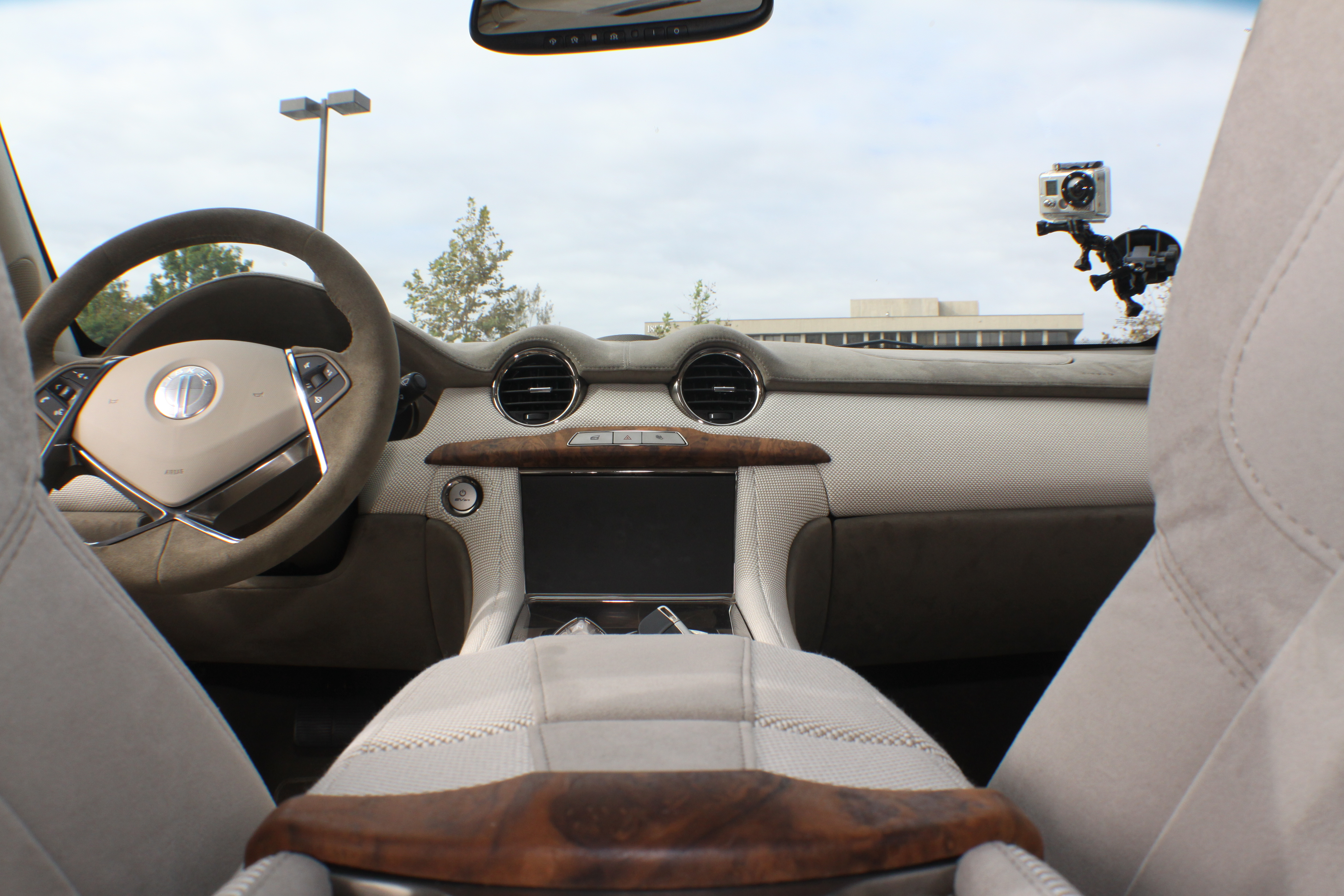
Fisker Karma - kokpit

Silnik spalinowy używany jest wyłącznie do ładowania akumulatorów – nie ma mechanicznego połączenia z układem przeniesienia napędu. Za wyhamowanie pojazdu odpowiadają hamulce tarczowe firmy Brembo o średnicy 370 mm oraz komputerowo sterowany system odzyskiwania energii hamowania.
- Przyspieszenie 0–96 km/h (0–60 mph): 5,9 s (w trybie "Sport" – z doładowaniem akumulatorów poprzez prądnicę napędzaną silnikiem spalinowym)
- Przyspieszenie 0–96 km/h(0–60 mph):  7,9 s (w trybie "Stealth" – tylko silniki elektryczne)
- Prędkość maksymalna: 200 km/h (stała) lub 230 km/h (dostępna przez 90 sekund) w trybie "Sport"
- Prędkość maksymalna: 153 km/h (95 mph) w trybie "Stealth"
- Zasięg 483 km (tryb "Stealth")/ 80 km (tryb "Sport")

## Wersje specjalne

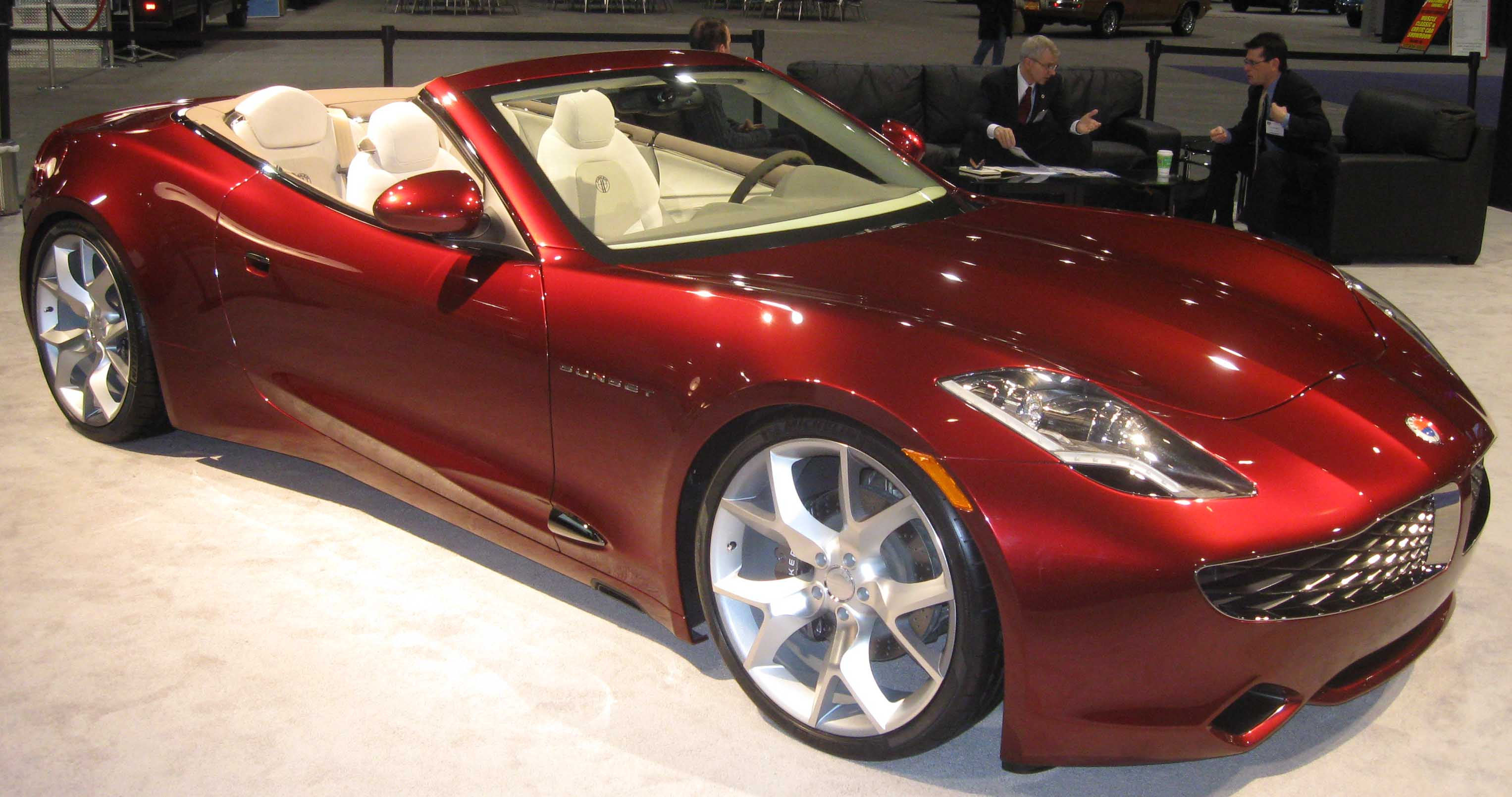
Fisker Sunset

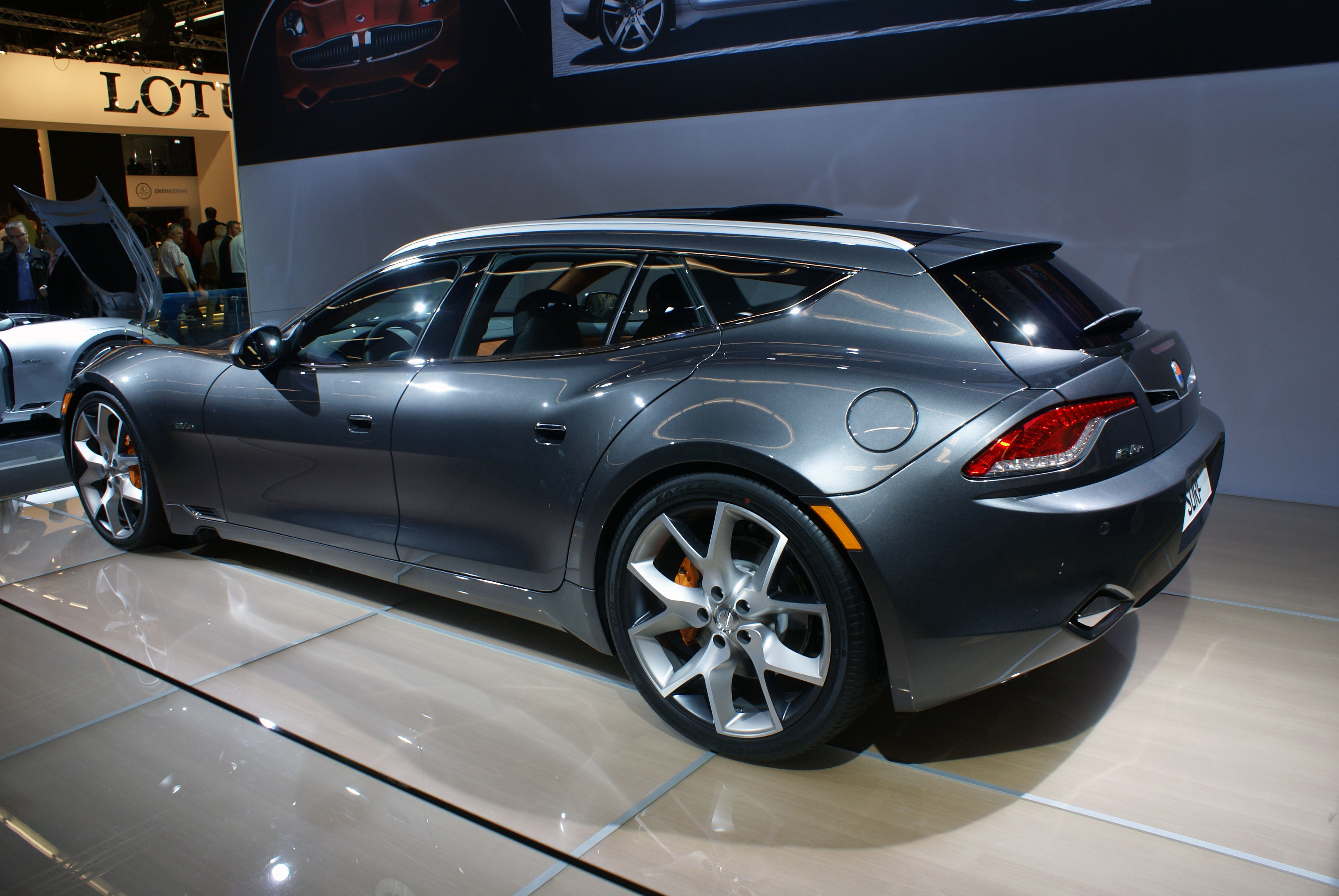
Fisker Surf

### Fisker Sunset
W kwietniu 2010 roku Fisker zaprezentował bliski wersji produkcyjnej prototyp 2-drzwiowego coupé-kabrioleta o nazwie Fisker Sunset. Samochód otrzymał 4-miejscowe nadwozie, z twardym składanym dachem i identycznym wyglądem pasa przedniego, tylnego oraz kokpitu. Samochód nie trafił do seryjnej produkcji.

### Fisker Surf
We wrześniu 2011 roku Fisker przedstawił przedprodukcyjne studium nowej wersji nadwoziowej Karmy o nazwie Fisker Surf, która docelowo miała poszerzyć ofertę o 5-drzwiowe shooting brake. Pojazd odróżniał się większym bagażnikiem, a także linią dachu nawiązującą do kombi. Wyżej poprowadzono linię okien, a na klapie bagażnika pojawiła się dodatkowa czarna nakładka. Pierwotnie samochód miał trafić do sprzedaży i produkcji w 2013 roku, jednak nie udało się zrealizować tych planów z powodu bankructwa Fisker Automotive.